# Loyal (Schiff, 1942)
HMS Loyal (G15) war einer der acht am 31. März 1938 bestellten britischen Zerstörer der L-Klasse der Royal Navy.
Der Zerstörer wurde im Oktober 1942 von der Bauwerft Scotts Shipbuilding and Engineering Company abgeliefert. Er wurde als achtes und letztes Schiff der neuen L-Kasse fertiggestellt und wurde mit den für die Klasse neuentwickelten Doppellafetten für neue 120-mm-Geschütze fertiggestellt.
Die Loyal wurde im Zweiten Weltkrieg mit den Battle Honours Sicily 1943, Salerno 1943, Mediterranean 1943, Anzio 1944 und Adriatic 1944 ausgezeichnet. 

Der Zerstörer war am Ende des Zweiten Weltkrieges in Tarent aber seit einem Minentreffer am 22. Oktober 1944 nicht einsatzfähig. Das 1946 nach Malta geschleppte Schiff wurde 1947 als Totalverlust eingestuft und zum Abbruch verkauft. Im Juni 1948 traf die Loyal im Schlepp in Milford Haven ein, wo sie verschrottet wurde.

## Geschichte
Die Loyal wurde am 23. November 1938 bei Scotts Shipbuilding and Engineering Company in Greenock als Neubau mit der Baunummer 579 zusammen mit ihrem Schwesterschiff Lookout auf Kiel gelegt. Die Bauwerft war die einzige die vier Schiffe dieses Typs baute, da Scotts am 7. Juli 1939 auch noch einen Auftrag für zwei Nachbauten der M-Klasse erhielt. Alle vier Schiffe wurden zudem mit den für diesen Typ neuentwickelten 120-mm-L/50-Mk.XI-Geschützen in den neuen turmartigen Doppellafetten fertiggestellt.

Der Stapellauf der Loyal als achtes und letztes Schiff der L-Klasse erfolgte erst elf Monate nach dem Schwesterschiff am 8. Oktober 1941. Die Verzögerung hatte ihre Ursache in den Beschädigungen der Werft und den Problemen ihrer Arbeiter nach zwei schweren Luftangriffen der Luftwaffe am 6. und 7. Mai 1941.

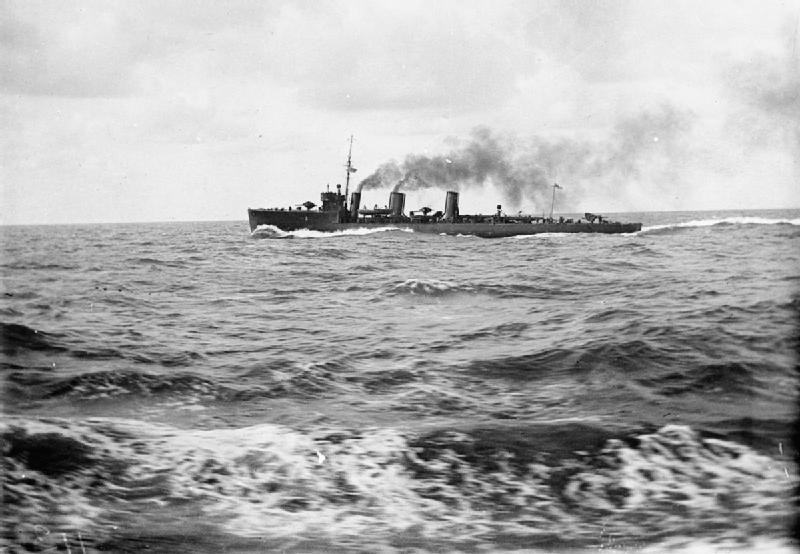
Die Loyal von 1913

Den Namen Loyal hatte zuvor ein 1912 bis 1914 bei Denny Brothers gebauter Zerstörer der L-Klasse von 1913 erhalten, der 1921 verschrottet worden war.

Die Indienststellung der zweiten Loyal der britischen Marine erfolgte erst am 31. Oktober 1942 als letztes Schiff des Ursprung-Auftrags, als schon sechs Zerstörer der folgenden M-Klasse im Dienst der Navy waren, darunter auch die bei Scotts vom Stapel gelaufene Milne, deren Ausbau bei John Brown & Company in Clydebank erfolgt war.

### Einsätze
Der neue Zerstörer wurde nach Fertigstellung der „19th Destroyer Flotilla“ zugeteilt und begann am 11. November in Scapa Flow sein work-up mit den Einheiten der Home Fleet. Am 16. Dezember verlegte er dann zu seiner Bauwerft in Greenock, um einige Mängel zu beheben und für einen Einsatz im Mittelmeer ausgerüstet zu werden. Am 26. Dezember 1942 begann als Sicherung eines Versorgungskonvois nach Algier der Verlegungsmarsch ins Mittelmeer. Von dort verlegte das Schiff nach Bône (heute Annaba) zur „Force Q“, wo schon der Flottillenführer Laforey und die Schwesterschiffe Lightning und Lookout stationiert waren.
- siehe Laforey, 1943

Bei einem ihrer ersten Einsätze versenkte die Loyal mit der Lightning am 18. Januar 1943 südlich Sardinien den deutschen Frachter Favor (ex Ste Roseline, 1323 BRT).
Mit der Laforey erfolgten weitere Einsätze während des Endkampfs der deutsch-italienischen Panzerarmee um Tunis, der Sicherung der alliierten Landung auf Pantelleria (Operation Corkscrew) und schließlich auf Sizilien (Operation Husky).

Während des Einsatzes bei der alliierten Landung nahe Salerno (Operation Avalanche) bekämpfte die Loyal vorrangig Landziele. Bei Luftangriffen durch Bomber vom Typ Dornier Do 217K-2 des Kampfgeschwaders 100 mittels Fritz X Gleitbomben wurde sie nicht getroffen, erlitt aber leichte Schäden durch Nahtreffer. Im Kampf mit einer 8,8-cm-Batterie am 9. September erzielte der Gegner einen Treffer, der einen Kesselraum außer Gefecht setzte. Wie die ähnlich getroffene Laforey blieb die Loyal kurzzeitig mit verminderter Geschwindigkeit im Einsatz, ehe sie zur Reparatur nach Malta ging, wo der Schaden schnell behoben werden konnte und sie wieder nach Salerno zurückging, wo sie durch weitere Nahtreffer am 13. September wieder beschädigt wurde. Bis zur Landung bei Anzio (Operation Shingle) beschoss der Zerstörer mit anderen Einheiten mehrfach Ziele an der Festlandsküste.
Vor Anzio rettete der Zerstörer einen Teil der Schiffbrüchigen des Kreuzers Spartan, der von einer Fernlenkbombe versenkt worden war.
Am 9. Februar 1944 wurde die Loyal vor Anzio von einer Küstenbatterie getroffen und ging über Neapel zu einer sechswöchigen Reparatur nach Tarent. Restarbeiten wurden in Malta ausgeführt und mit einer zum Teil ersetzten Mannschaft ein Trainingsprogramm absolviert, ehe der Zerstörer wieder im Raum Anzio zum Einsatz kam. Am 9. Mai musste das Schiff nach Nahtreffern durch deutsche Luftangriffe zu einer Reparatur erneut nach Tarent geschleppt werden, wo die notwendigen Arbeiten vom 27. Mai bis zum 18. August 1944 erledigt wurden. Die Loyal wurde jetzt in der Adria stationiert und nutzte Ancona als Basis. Das Schiff wurde im Raum um Rimini mit anderen Einheiten zur Artillerie-Unterstützung des Heeres eingesetzt.

### Das Ende derLoyal
Anfang Oktober 1944 beschoss die Loyal mit der Lookout Cesenatico nahe Rimini. Auf dem Rückmarsch löste der Zerstörer eine Mine aus. Die Minenexplosion beschädigte den Rumpf und warf Teile der Maschine aus der Verankerung. Die Lookout schleppte das Schwesterschiff zum Stützpunkt.
Am 21. Oktober wurde die Loyal nach Tarent geschleppt, um den Schaden zu untersuchen. Der Umfang der Schäden erwies sich als sehr erheblich. Eine Reparatur in Malta erschien möglich, sollte aber erst erfolgen, wenn geeignete Schleppkapazitäten zur Verfügung stünden. Die Loyal wurde daher im Dezember 1944 außer Dienst gestellt.
Erst 1946 wurde der Zerstörer im Schlepp nach Malta gebracht. Nach der erneuten Untersuchung schien nur noch die Herrichtung als Wohnschiff sinnvoll. Auch darauf wurde verzichtet und der Zerstörer 1947 ausgesondert und verkauft. Ein Marineschlepper überführte die Loyal vom 15. bis 31. Juli 1948 nach Milford Haven, wo ihr Abbruch erfolgte.